# NGC 4277
NGC 4277 is een balkspiraalstelsel in het sterrenbeeld Maagd. Het hemelobject werd op 17 april 1786 ontdekt door de Duits-Britse astronoom William Herschel.

## Synoniemen
- MCG 1-32-9
- ZWG 42.29
- VCC 386
- NPM1G +05.0340
- PGC 39759